# Calythea limnophorina
Calythea limnophorina är en tvåvingeart som först beskrevs av Stein 1915.  Calythea limnophorina ingår i släktet Calythea och familjen blomsterflugor. Inga underarter finns listade i Catalogue of Life.